# نيكولاس همفري
نيكولاس همفري (بالإنجليزية: Nicholas Humphrey)‏ هو عالم نفس بريطاني، ولد في 27 مارس 1943.

## وصلات خارجية
- نيكولاس همفري على موقع IMDb (الإنجليزية)
- نيكولاس همفري على موقع ميوزك برينز (الإنجليزية)